# Torrent de l'Estevenell

El Torrent de l'Estevenell, respecte del terme de Granera

El Torrent de l'Estevenell és un torrent del terme municipal de Granera, a la comarca del Moianès.
Es forma a prop i a ponent del Barri de l'Església, des d'on davalla cap a ponent, entre la Carena de Cal Savoia, que queda al nord, i la Serra de Cal Cintet. Al cap d'un quilòmetre i mig de recorregut s'aboca en el torrent de Font de Buc.